# 피타노일-CoA
피타노일-CoA(영어: phytanoyl-CoA) 또는 피타노일 조효소 A(영어: phytanoyl coenzyme A)는 피탄산의 유도체로 조효소 A의 싸이오에스터이다.

## 같이 보기
- 피타노일-CoA 다이옥시제네이스